# Бич Хејвен (Њу Џерзи)
Бич Хејвен (енгл. Beach Haven) град је у америчкој савезној држави Њу Џерзи.

## Демографија
По попису из 2010. године број становника је 1.170, што је 108 (-8,5%) становника мање него 2000. године.
| Група             | 2000.         | 2010.         |
| Белци             | 1.204 (94,2%) | 1.040 (88,9%) |
| Афроамериканци    | 1 (0,1%)      | 4 (0,3%)      |
| Азијати           | 7 (0,5%)      | 9 (0,8%)      |
| Хиспаноамериканци | 60 (4,7%)     | 116 (9,9%)    |
| Укупно            | 1.278         | 1.170         |